# یان ولکوبورسکی
یان ولکوبورسکی (چکی: Jan Velkoborský؛ زادهٔ ۱۴ ژوئیهٔ ۱۹۷۵) بازیکن فوتبال اهل جمهوری چک بود.
از باشگاه‌هایی که در آن بازی کرده‌است می‌توان به باشگاه فوتبال ویکتوریا ژیژکوف، باشگاه فوتبال بلشانی، باشگاه فوتبال ویکتوریا پلزن، باشگاه فوتبال روت وایس اهلن، و باشگاه فوتبال بانیک استراوا اشاره کرد.
وی همچنین در تیم‌های ملی فوتبال زیر ۲۱ سال جمهوری چک و جمهوری چک بازی کرده‌است.